# معهد كوينسي للحكم الرشيد
معهد كوينسي للحكم الرشيد Quincy Institute for Responsible Statecraft هو مؤسسة بحثية أمريكية متخصصة في السياسة الخارجية للولايات المتحدة. تأسس معهد كوينسي في عام 2019، ويُوصف بأنه يدعو إلى الواقعية وضبط النفس في السياسة الخارجية. تقع المنظمة في واشنطن العاصمة، وسميت على اسم الرئيس الأمريكي السابق جون كوينسي آدامز.

## تاريخه
تم تأسيس معهد كوينسي على يد أندرو باسيفيتش، وهو ضابط سابق في الجيش الأمريكي قاتل في حرب فيتنام وأصبح فيما بعد أستاذًا للتاريخ في جامعة بوسطن. يشغل باسيفيتش حاليًا منصب رئيس مجلس إدارة معهد كوينسي.

### التمويل الاولي
التمويل الأولي للمعهد، الذي تم إطلاقه عام 2019، شمل نصف مليون دولار من مؤسسة المجتمع المفتوح التابعة لرجل الاعمال جورج سوروس ومؤسسة كوتش التابعة لتشارلز كوتش. كما تم توفير تمويل كبير من مؤسسة فورد، ومؤسسة كارنيجي في نيويورك، وصندوق الإخوة روكفلر، ومركز شومان للإعلام والديمقراطية. يتميز المعهد عن العديد من مراكز الفكر الأخرى في واشنطن العاصمة برفضه قبول الأموال من الحكومات الأجنبية.

### التسمية

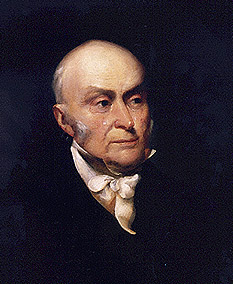
رئيس الولايات المتحدة السادس (1825 –1829)

تم اطلق الاسم عليه على اسم الرئيس الأمريكي جون كوينسي آدامز الذي قال في خطاب ألقاه في الرابع من يوليو عام 1821 بصفته وزير للخارجية إن الولايات المتحدة"لا تذهب إلى الخارج بحثًا عن وحوش لتدميرها". وقد وُصف بأنه" واقعي" و"يروج لنهج في التعامل مع العالم يقوم على الدبلوماسية وضبط النفس بدلاً من التهديدات والعقوبات والقصف".
كتب ديفيد كليون:"يتحدث الأعضاء المؤسسون لكوينسي بشكل متكرر بأن أحداث الحادي عشر من سبتمبر وحرب العراق كانتا نقطة تحول في حياتهم المهنية".

## الاهداف
يذكر معهد كوينسي أنه منظمة بحثية غير ربحية ومركز أبحاث يستضيف العلماء ويشارك في المناقشات وينشر مقالات تحليلية للصحفيين والأكاديميين ويدافع عن"سياسة خارجية أقل عسكرة وأكثر تعاون". و يعارض المجمع الصناعي العسكري الذي وصفه الرئيس دوايت د. أيزنهاور في خطاب وداعه.
وقد وصف تريتا بارسي، المؤسس المشارك المعهد بأنه"غير حزبي"، ووفق لصحيفة ذا نيشن، فقد وصف الحاجة إلى"تحالف بين السياسيين على اليسار واليمين الذين يتفقون على الحاجة إلى ضبط النفس، حتى لو فعلوا ذلك لأسباب مختلفة". وبحسب باسيفيتش فإن الهدف منه هو"تعزيز ضبط النفس كمبدأ أساسي للسياسة الخارجية الأميركية ـ حروب أقل ومشاركة دبلوماسية أكثر فعالية".
وفق مجلة ذا نيشن، يعتقد مؤسسو معهد كوينسي أن النخبة الحالية في مجال السياسة الخارجية لا تتفق مع الرأي العام الأمريكي، الذي اصبح"أكثر تشككًا في المغامرات العسكرية".  قالت مجلة ماذر جونز إن المعهد يقدم صوت نادر للمعارضة لأرثوذكسية السياسة الخارجية".
في مقال كتبه في صحيفة واشنطن بوست، وصف دانييل دبليو دريزنر المعهد بأنه"مؤسسة بحثية تدعو إلى نسخة رصينة من ضبط النفس"، وقال إنه انضم إلى معهد كاتو، ومركز المصلحة الوطنية، ونيو أميركا"في سلة السياسة الخارجية غير التقليدية". 
وقد وصف هال براندز، في مقال كتبه في بلومبرج نيوز، المركز بأنه"مؤسسة بحثية ممولة جيدًا" وهي جزء من"تحالف ضبط النفس"، وهي"شبكة فضفاضة من المحللين والدعاة والسياسيين الذين يطالبون بتقليص حاد للدور الأمريكي في العالم". 
جاي سولومون، كاتبًا في <i id="mwag">صحيفة فري برس</i>. وصفها بأنها"انعزالية جديدة". 
في عام 2024، كان معهد كوينسي واحدًا من العديد من المنظمات التي عارضت إعادة تفويض لجنة مجلس النواب الأمريكي المعنية بالمنافسة الاستراتيجية بين الولايات المتحدة والحزب الشيوعي الصيني. 

## الاستقبال
وقد زعم بعض الكتاب أن أجندة معهد كوينسي تتوافق مع السياسة الخارجية لإدارة ترامب في بعض القضايا، مثل التفاوض مع كوريا الشمالية، لكنها تتبنى نهجًا مختلفًا عن نهج إدارة ترامب في قضايا أخرى، مثل تورط الولايات المتحدة في الحرب في اليمن.  
وفي مقال كتبه دانييل ديودني وجون إيكينبيري في مجلة"سيرفايفال" الصادرة عن المعهد الدولي للدراسات الاستراتيجية، انتقدا"الضوابط" التي يدعو إليها معهد كوينسي باعتبارها"في غير محلها وغير كافية". يزعم ديودني وإكينبيري أن الأممية الليبرالية من شأنها أن تقدم أساسًا أكثر فعالية تاريخيًا لضبط النفس القائم على المؤسسات، مقارنة بالاتفاقيات المعاملاتية بين الدول التي تدعمها مدرسة ضبط النفس الجيوسياسية. 
في يناير 2020، اتهم السيناتورعن الحزب الجمهوري الأمريكي توم كوتون المعهد بمعاداة السامية، واصفًا إياه بأنه"انعزالي، ويلقي باللوم على حفرة أموال أمريكا أولاً لصالح ما يسمى بالعلماء الذين كتبوا أن السياسة الخارجية الأمريكية يمكن إصلاحها إذا تخلصت فقط من التأثير الخبيث للمال اليهودي".  
ووصف رئيس كوينسي أندرو باسيفيتش ادعاء كوتون بأنه سخيف.  وقد لاحظت صحيفة جيروزالم بوست أن العديد من زملائها مثيرون للجدل: لورانس ويلكرسون بسبب آرائه حول ما أسماه"اللوبي اليهودي"، وستيفن والت وجون ميرشايمر بسبب روايتهم لما أسموه" لوبي إسرائيل"، وبول فيلار بسبب مزاعمه حول الولاء المزدوج للمانحين الجمهوريين لإسرائيل، وإيلي كليفتون بسبب وصفه لمؤسسة الدفاع عن الديمقراطيات بأنها بوق للحكومة الإسرائيلية، وتشاس فريمان بسبب تصريحاته المثيرة للجدل حول"لوبي إسرائيل" ووصفه لليهود الأميركيين بأنهم" طابور خامس" لإسرائيل، وتريتا بارسي الذي اتهم بالعمل بمثابة بوق للحكومة الإيرانية.
وذكرت صحيفة واشنطن بوست أن" يوجين كونتوروفيتش، أستاذ القانون في جامعة جورج ماسون، صرح لصحيفة فري بيكون أن العديد من علماء كوينسي استهدفوا اليهود وإسرائيل على وجه الخصوص". 
وصف أريس روسينوس من منظمة UnHerd مؤسسة الفكر بأنها"انعزالية". [مبالغة في الأهمية؟]
وفقًا لمقال نُشر في أبريل 2021 في مجلة Tablet اليهودية المحافظة على الإنترنت، رفض اثنان من زملاء معهد كوينسي الحجة القائلة بأن اضطهاد الأويغور في الصين يرقى إلى مستوى الإبادة الجماعية.
عام 2022 أثناء الغزو الروسي لأوكرانيا، كانت هناك استقالتان احتجاجًا على استجابة المعهد الحمائمية للصراع: الزميل غير المقيم جوزيف سيرينسيوني من صندوق بلاوشيرز، الذي جمع الأموال لكوينسي، وعضو مجلس الإدارة بول إيتون، وهو ضابط كبير متقاعد في الجيش ومستشار للسياسيين الديمقراطيين وجماعات المناصرة الليبرالية. وقال سيرينسيوني إنه يختلف"بشكل أساسي" مع خبراء كوينسي الذين"يتجاهلون تماما المخاطر والأهوال الناجمة عن غزو روسيا واحتلالها ويركزون بشكل حصري تقريبا على انتقاد الولايات المتحدة وحلف شمال الأطلسي وأوكرانيا". وقال إيتون إنه استقال لأنه"يدعم حلف شمال الأطلسي". ورد بارسي قائلاً إن انتقادات سيرينسيوني"لم تكن خاطئة فحسب، بل كانت محيرة أيضًا"، ومن السهل دحضها"بإلقاء نظرة سريعة على موقعنا على الإنترنت".

## المؤسسون المشاركون
المؤسسين المشاركين للمعهد:
- أندرو باسيفيتش، الرئيس
- إيلي كليفتون، المستشار الأول
- سوزان ديماجيو، رئيسة مجلس الإدارة
- تريتا بارسي، نائب الرئيس التنفيذي
- ستيفن ويرثيم

خبراء تابعين للمعهد:
- نيتا كروفورد
- ماري ل. دودزياك
- روكسان فارمانفارمايان
- نيلز جيلمان
- جريج جراندين
- وليام د. هارتونج
- آن جونز
- جوشوا لانديس
- وليام م. ليوجراند
- اناتول ليفين
- جيم لوب
- وليام لويرز
- جون ميرشايمر
- جين مورفيلد
- صموئيل موين
- بول ر. بيلار
- عزيز رنا
- ميغيل تينكر سالاس
- ستيفن سيمون
- مايكل د. سوين
- مونيكا توف
- كاترينا فاندن هوفيل
- ستيفن والت

## قراءة إضافية
- Bender، Bryan (2 ديسمبر 2019). "George Soros and Charles Koch take on the 'endless wars'". POLITICO. اطلع عليه بتاريخ 2021-01-04.
- David Klion,"Go Not Abroad in Search of Monsters: The Quincy Institute, a new DC think tank, will fight the Blob at home while advocating restraint overseas", The Nation, vol. 309, no. 3 (August 12 / 19, 2019), pp. 18–21.

## روابط خارجية
- الموقع الرسمي
- Responsible Statecraft, the online magazine of the Quincy Institute